# Liga da Justiça sem Limites
Liga da Justiça Sem Limites (no original em inglês:  Justice League Unlimited) é uma série de desenho animado estadunidense, produção conjunta da Warner Bros. e da DC Comics, e sucedeu ao desenho Liga da Justiça.
É a série animada em que aparece a maior diversidade de personagens da DC Comics, e até membros obscuros como Vigilante e Gavião Negro fazem suas primeiras aparições fora dos quadrinhos.
Liga da Justiça sem Limites fez sua estreia no dia 31 de julho de 2004 no Cartoon Network norte-americano. No dia 2 de abril de 2005 no Cartoon Network do Brasil. Na TV aberta, estreou no dia 3 de outubro de 2005 no SBT no programa Bom Dia & Companhia sendo exibido até o dia 30 de março de 2018 através de reprises.

## História
Receosos de que acontecimentos como a invasão thanagariana voltem a ocorrer (vide Escrito nas Estrelas), os membros da Liga da Justiça decidem recrutar mais heróis para defender a Terra e assim saem em busca de novos aliados. A nova formação da equipe trouxe consigo referências às diferentes fases pelas quais a mesma passou ao longo de sua história nos quadrinhos como as presenças da Canário Negro e de Aquaman (fundadores da equipe após Crise nas Infinitas Terras), de alguns dos personagens que integraram a Liga da Justiça Internacional como o Gladiador Dourado, a heroína brasileira Fogo e o Soviete Supremo, sem mencionar os membros das diferentes formações da  Sociedade da Justiça da América, desde o veterano Pantera até o contemporâneo Sr. Incrível (Michael Holt) e a adolescente Sideral. Postos sob a orientação do Caçador de Marte e do Senhor Incrível os heróis são selecionados conforme a disponibilidade e a natureza de cada missão, não raro encerrando as contendas mediante uma exibição ostensiva de poder. Em sua nova fase a equipe se reúne na renovada Torre de Vigilância, remodelada de modo a atender às necessidades da nova formação da equipe. Todavia, agregar tantos seres extraordinários num só local e vê-los operar as mais modernas formas de tecnologia despertou o temor de que os heróis impusessem suas normas de conduta sobre a humanidade, risco que levou o governo norte-americano a financiar uma estratégia de defesa reunida sob o comando de Amanda Waller, a obstinada líder do Projeto Cadmus. Assim, além de terem que lutar contras as mais poderosas ameaças que o universo pôde conceber, os membros da Liga da Justiça têm pela frente a árdua tarefa de convencer a opinião pública de que, ao invés de uma ameaça, eles são, na verdade, os maiores defensores da humanidade.

## Heróis

### Fundadores
- Kal-El/Clark Kent/Superman
- Bruce Wayne/Batman
- Diana Prince/Mulher-Maravilha
- Wally West/Flash
- John Stewart/Lanterna Verde
- J'onn J'onzz/Caçador de Marte
- Shayera Hol/Mulher-Gavião

### Secundários
- Aço
- Amazo
- Aquaman
- Arqueiro Verde
- Asteca
- Besouro Azul
- Caçadora
- Canário Negro
- Capitão Átomo
- Capitão Marvel/Shazam
- Cavaleiro Andante
- Columba
- Dra. Luz
- Eléktron
- Etrigan
- Faixa
- Fera B'Wana
- Fogo
- Gavião Negro
- Gelo
- Gladiador Dourado
- Homem-Elástico
- Metamorfo
- Órion
- Pantera
- Questão
- Rapina
- Ricardito
- Sr. Destino
- Senhor Incrível
- Sideral
- Supermoça
- Tornado Vermelho
- Vibro
- Vigilante
- Vingador Escarlate
- Vixen
- Zatanna

### Figurantes
- Cigana
- Comandante Gládio
- Demônio Azul
- Dr. Meia-Noite
- Esmaga-Átomo
- Homem-Borracha
- Homem-Hora
- Johnny Trovoada
- Manto Negro
- Nêmesis
- Raposa Escarlate
- Rastejante
- Relâmpago
- The Ray
- Sand
- Soviete Supremo
- Starman
- Tempus
- Vibro

## Aliados

### Tropa dos Lanternas Verdes
- Laterna Verde (Kyle Rayner)
- Kilowog
- Larvox
- Arkkis Chummuck
- Tomar-Re
- Katma Tui

### Legião dos Super-Heróis
- Brainiac 5
- Saltador
- Andrômeda

### Pistoleiros
- Bat Lash
- El Diablo
- Jonah Hex
- Pow Wow Smith

### Liga da Justiça Alternativa
- Batman (Terry McGinnis)
- Gavião Guerreiro (Rex Stewart)
- Super Choque
- Gear
- Lanterna Verde (filho de John Stewart e Shayera How)
- Aqua-Girl
- Superman (Clark Kent)

### Outros
- Solovar
- Senhor Milagre
- Grande Barda
- Vingador Fantasma
- Raio Negro
- Homem-Animal
- Doutor Oculto
- Trapaceiro
- Desafiador
- Metron
- Inza

## Rivais

### Ultimen
- Wind Dragon
- Long Shadow
- Vulcão Negro
- Downpour
- Shifter

#### Curiosidade
Essa equipe foi inspirada em alguns herois dos Superamigos. sendo eles Samurai,Chefe Apache,Vulcão Negro,Zan & Jayna

### Outros
- Amanda Waller

## Vilões

### Sociedade Secreta dos Supervilões
- Lex Luthor
- Gorila Grodd
- Doutor Polaris
- Tala
- Homem brinquedo
- Sinestro
- Bizarro
- Rampage
- Cobra Venenosa
- Mago do Tempo
- Mulher-Leopardo
- Giganta
- Nevasca
- Mordred
- Chave
- Trapaceiro
- Safira estrela
- Manta Negra
- Mestre dos Espelhos
- Bane
- Lady Lunar
- Merlyn
- Fantasma Fidalgo
- Banshee Prateada
- Doutor Cyber
- Dr. Espectro
- Metallo
- Monóculo
- Parasita
- Mulher-Gato
- Angleman
- Doutor Destino
- Onda Térmica
- Pé de Cabra
- Sportsmaster
- Pensador
- Arrasa-Quarteirão
- Sanguinario
- Estrela Maligna
- Massa Negra
- Neutron
- Shark
- Nightfall
- Quebra-cabeças
- psicopata pirata
- Major Desastre
- Sonar
- Tattooed Man
- Eletrocutador
- Livewire
- Abelha rainha
- KGBesta
- Sombra
- Puppeteer
- The Top
- Javelin
- Hellgrammite
- Cara de Ouro

### Cinco Fatais
- Imperatriz Esmeralda
- Tharok
- Validus
- Mano
- Persuasor

### Força Tarefa X
- Pistoleiro
- Plastique
- Capitão Bumerangue
- Rei Relógio
- Coronel Rick Flag

### Outros Vilões
- Darkseid
- Luthor-Brainiac
- Brainiac
- Félix Fausto
- Circe
- Chronos
- Mongul
- Galatea (clone da Kara, atualmente Garota Poderosa)
- Solomon Grundy
- Apocalipse
- Hades
- Ares
- Mordred
- Morgana le Fay
- Vovó Bondade
- Capitão Frio
- Trapaceiro
- Roleta
- Mantis
- Ladrão das Sombras
- Steven Mandragora
- Vundabar

## Historia dos personagens

#### Membros fundadores
- Superman (Clark Kent): Filho de Jor-El e de Lara, Kal-El é o último sobrevivente do planeta Krypton. Foi criado por Jonathan Kent e Martha Kent com o nome de Clark Kent. Mais tarde saiu de Smallville e foi para Metropolis onde cria a imagem de um frágil repórter para esconder de todos sua real identidade na qual é o Superman. Possui Superforça infinita, invulnerabilidade, capacidade de se mover em supervelocidade, voar e reagir em velocidades fora do comum (ele ultrapassa a velocidade da luz e quebra a barreira do som), visão de raios X, visão telescópica, visão microscópica, visão de calor, sentidos sobre-humanos, sopro gelado (embora esse quase não tenha sido usado no desenho) e um super sopro. Sua maior fraqueza é a Kryptonita, um meteorito oriundo de seu planeta natal.
- Batman (Bruce Wayne): Empresário de dia e super-herói à noite, é um ótimo detetive, e dono de uma inteligência incrível, além de ser um ótimo atleta. Foi treinado em todas as formas de combate físico e também é mestre em fugas e disfarces. Batman esta sempre um passo a frente de todos, seja companheiros super heróis ou vilões, e raramente e surpreendido em emboscadas. Possui várias armas, veículos e claro, o seu cinto de utilidades que tem tudo o que o herói precisa, desde um simples clipe de papel até um fragmento de kryptonita. Desenvolve um interesse amoroso por Diana, na segunda parte do episódio Escrito nas Estrelas. E um dos poucos membros da equipe que não possui nem um super poder, mas nem por isso deixa de ser temido e respeitado por todos.
- Mulher-Maravilha (Diana Prince): Princesa de Themyscira, filha de Hipólita a Rainha das Amazonas. Veio ao "Mundo dos Homens" para ajudá-los a debelar a invasão alienígena e acabou por se unir a Liga da Justiça mesmo contra a vontade de sua mãe. Possui força sobre-humana, capacidade de voar e de se mover rápido o bastante para desviar balas com seus braceletes de prata. Treinada em todas as formas de combate armado e desarmado da Grécia Antiga. Portadora do inquebrável Laço da Verdade, forjado pela deusa Héstia, que obriga qualquer um preso por ele a dizer a verdade. A armadura que a protege possui uma fraqueza, mas só Hefaísto sabe qual é. Na série ela é apontada por Hades como sendo sua filha (em O Equilíbrio) e desenvolve um interesse amoroso por Batman a partir da segunda parte do episódio de Escrito nas Estrelas, chegando a atuar como embaixadora de Themyscira no episódio Em Outras Terras.
- Lanterna Verde (John Stewart): John Stewart era um militar afro-americano que foi escolhido pelos Guardiões do Universo do Planeta OA para portar o anel. Esse anel é que o dá grande controle sobre o físico, limitado por três coisas: a imaginação de seu usuário, a necessidade de recarga a cada 24 horas e a vulnerabilidade à cor amarela, onde o anel não surte efeito algum (uma impureza do anel).
- Caçador de Marte (J'onn J'onzz): Último sobrevivente de seu planeta, veio à Terra para avisar sobre a invasão dos aliens que devastaram seu mundo e acabou ingressando na Liga da Justiça. Possui superforça, capacidade de voo, invisibilidade, velocidade e vigor sobre-humanos, poderes telepáticos e telecinéticos, poderes metamórficos e de intangibilidade. Sua fraqueza é o fogo, algo demonstrado de forma indireta no desenho. É também conhecido como Ajax.
- Mulher-Gavião (Shayera Hol): Oficial do serviço de inteligência de Thanagar e veio à Terra em missão de observação como revelado em Escrito nas Estrelas. Hábil no combate corporal e capaz de se comunicar com pássaros. Possui uma clava (ou maça, se preferirem) capaz de afetar criaturas mágicas sendo que, no desenho, suas asas são naturais e não postiças como o apresentado nos quadrinhos. Basicamente humana em sua fisiologia, teve um relacionamento amoroso com John Stewart, algo que ficou claro a partir do episódio Cartas Selvagens e com ele teve um filho chamado Rex Stewart (o Gavião Guerreiro apresentado ao público brasileiro no episódio em duas partes "O Chamado" de Batman do Futuro). Após a invasão thanagariana, Shayera Hol deixou a Liga da Justiça e recebeu abrigo na torre do Senhor Destino em Salém, retornando ao panteão dos heróis no episódio Acordem os Mortos e desde então passou a disputar o amor de John Stewart com Vixen, uma de suas amigas e colegas de equipe.
- Flash (Wally West): O engraçadinho da turma. O homem mais rápido do mundo, pode  alcançar e até ultrapassar a velocidade da luz como demonstrado em Divididos Caímos, mas sua velocidade é muito superior, se comparado com Superman. Tem a capacidade de conceder e tirar velocidade de objetos ou pessoas em movimento e vibrar através de barreiras ou objetos sólidos deixando uma carga cinética explosiva em seu rastro, além de gerar calor e emitir vibrações. Pode viajar no tempo. Nesse desenho o corredor escarlate é apresentado como um conquistador inveterado, tanto é assim que despertou o interesse de garotas como a jornalista Linda Park, a super-heroína brasileira Fogo e até ganhou um beijo na boca dado pela vilã Giganta no episódio final da série. Se for impedido de correr ou se mover em supervelocidade torna-se tão vulnerável quanto um ser humano comum. É o 3° Flash.

#### Membros secundários
- Aço (John Henry Irons): Inventou a armadura que ele usa quando estava trabalhando para Lex Corp. Ele decidiu testá-la quando Metallo retornou à Terra com o objetivo de destruir Superman. Ele foi avisá-lo, desde então Aço ajuda a proteger o mundo. Quando Amazo retornou à terra, Aço, junto com Supergirl, tentou proteger Lex Luthor procurando algum lugar seguro. Aço é o "mecânico" da Liga, especialista em consertar dispositivos e motores com defeito.
- Amazo: Androide criado pelo dr. Ivo, é capaz de copiar as habilidades de qualquer herói. Inicialmente era um inimigo da Liga da Justiça, quando Lex Luthor o manipulou para tentar destruir a Liga. Depois que percebeu que foi usado por Luthor, o androide rumou para o espaço com o objetivo de evoluir. Amazo retornou à Terra depois de um hiato curto buscando vingança contra o homem que havia mentido para ele quando ele ainda era um robô ingênuo. Mesmo a ajuda de toda a equipe da Liga não impediu que Amazo encontrasse Luthor. Apesar disso, ele foi convencido a lhe permitir viver - para que também Amazo pudesse descobrir um propósito em sua vida. Destino ajudou Amazo a ter um objetivo em sua vida eterna. Desde então, a criação de Ivo permaneceu como apoio da Liga da Justiça.
- Aquaman (Arthur Curry): Assim como Batman, Aquaman é um "membro" ocasional da Liga da Justiça, nomeadamente quando o oceano está envolvido. É o rei de Atlantis e se comporta como tal, sendo muitas vezes rude e ríspido com seus colegas da Liga. Sacrificou uma das mãos para poder salvar seu filho, substituindo-a por um arpão. Possui o tridente de Poseidon, a arma forjada pelo próprio deus dos mares.
- Arqueiro Verde (Oliver Queen): Juntou-se a Liga quando estava sendo formada, Arqueiro Verde foi imediatamente convidado a participar mas, apesar dos reiterados pedidos, a Liga nunca ouviu de volta do Arqueiro Verde. Embora ele estivesse preocupado que, se ele se juntou a Liga, estaria demasiado centrado sobre os monstros gigantes e ameaças globais, e que ninguém iria olhar para a cara dele, Arqueiro Verde eventualmente auxilia Lanterna Verde, Capitão Átomo e Supergirl em uma luta contra um monstro nuclear desonesto, Brimstone, em Chong-Mi. Com sua excelente habilidade com o arco, ele fez um grande e muito necessário bem para toda a equipe.
- Asteca (Curtis Falconer): Asteca é capaz de olhar para as substâncias e objectos e analisar suas propriedades e detalhes rapidamente. Com sua ajuda, a Liga da Justiça estava em seu caminho para encontrar o recém escapado Lex Luthor. Aparece apenas como figurante na série.
- Caçadora (Helena Bertinelli): Filha do chefão mafioso Franco Bertinelli, viu seus pais assassinados diante de seus olhos por Steven Mandragora. Helena, agora conhecida como a "Caçadora", se juntou a Liga da Justiça em seus anos adultos. Empunhando uma besta mortal, Caçadora procurou Mandagora para servir-lhe uma sentença de morte. Caçadora foi pego pelo Caçador de Marte, que havia  mudado Mandagora em proteção dele. Após Caçadora tentar tirar sua vida em encontros anteriores Caçadora foi demitida da Liga da Justiça.Ela teve a ajuda de Questão, a fim de ajudá-la a localizar Mandagora. Dizendo que tinha informações sobre Cadmus, a pergunta jogou junto, apesar de saber que ela não sabia de nada sobre o Cadmus. Seu confronto com Mandagora terminou em um impasse quando Caçadora descobriu que Mandragora tinha ido ao cais para atender seu filho, que havia sido sequestrado. Não estava disposta a matar Mandagora na frente de seu filho e um pai tirar do meninos, Caçadora deixou Mandagora ir, mas não antes de deixar cair uma carga de vigas de aço em cima dele. Quando Caçadora pergunta a Questão por que ele a ajudou, e ele respondeu " eu gosto de você ".Os dois têm sido vistos namorando.
- Canário Negro (Dinah Lance): Treinada pelo lendário Pantera, Canário Negro acrescenta a sua formação à sua capacidade de produzir um " grito do canário ", uma espécie de onda de choque sonoro que pode se desintegrar qualquer coisa em seu caminho. Depois de ela e Arqueiro Verde terem ajudado Pantera os dois tem sido vistos namorando.
- Capitão Átomo (Nathaniel Adams): Formado por energia nuclear pura, Capitão Átomo é obrigado a conter o seu corpo "disforme" dentro de uma concha, que permite que ele seja contido. Pode controlar a radiação incluindo a radiação do sol vermelho tendo poder para combater o Superman. O Cadmus fez ele trair a Liga da Justiça, mas depois disso foi aceito de volta a Liga da Justiça estranhamente.
- Capitão Marvel (Billy Batson): Concedido seus poderes por um mago chamado Shazam, Billy Batson se transforma em Capitão Marvel a gritar o nome de shazam. Depois de ser atingido por um raio, é jovem corpo Batson Billy se transforma de um homem, completo com todo o poder que Shazam concedido ele e possui poderes imensos como a força de Hércules, a velocidade de Mércurio, o vigor de Atlas, a sabedoria de Salomão, a coragem de Aquiles, e o poder de Zeus.
- Cavaleiro Andante (Sir Justin): Um cavaleiro dos tempos do Rei Arthur, Cavaleiro Andante é acompanhado de seu cavalo, Winged Victory, e uma espada mágica de Merlin, o Mago que possui um metal em sua lâmina que corta qualquer coisa. Shining Knight não é grande em teatro e tem um conjunto firme da moral. Ele apareceu junto com Vigilante, Sideral, Faixa, Arqueiro Verde, Ricardito e Vingador Escarlates para combater o General Ayllin.
- Cigana (Cindy Reynolds): Membro Reserva da Liga da Justiça com poderes de atravessar paredes. Aparece apenas como figurante na série.
- Comandante Gládio (Hank Heywood): Membro Reserva da Liga da Justiça. Aparece apenas como figurante na série. Em "Desruidor" ele salva a vida de Mulher Gavião de um parademônio.
- Demônio Azul (Daniel Cassidy): Membro da Liga da Justiça. Aparece apenas como figurante na série.
- Dra. Luz (Kimiyo Hoshi): Membro da Liga da Justiça, Dra. Luz é capaz de criar uma aura de luz em torno dela e disparar raios de luz. Apareceu muitas vezes vezes na série. Junto com o Batman, Sideral, Tornado Vermelho e Mulher Gavião, ele encontram o corpo falecido da Ás.
- Dr. Meia-Noite (Pieter Cross): Membro da Liga da Justiça. Aparece apenas como figurante na série.
- Eléktron (Ray Palmer): Ele é um cientista capaz de manipular nanotecnologia e consegue encolher para qualquer tamanho. Ajudou a Liga no Retorno de Amazo e na Guerra contra o Coração Negro. É mencionado como uma das três pessoas mais inteligentes do mundo e únicas capazes de hackear a Torre de Vigilância. Luthor acha ele o mais fraco da liga.
- Esmaga-Átomo (Albert Rothstein): Membro da Liga da Justiça que tem a capacidade de crescer a tamanhos enormes. Aparece Apenas como Figurante na Série. Nunca falou durante a série apesar de já aparecido muitas vezes.
- Etrigan (Jason Blood): Foi amaldiçoado por Merlin e conectado a Etrigan, o Demônio, de volta antes da virada do século após trair Camelot e ser traído por Morgana Le Feye. A partir daí não pode mais envelhecer e possui poderes telepáticos e de manipular a magia negra.
- Faixa (Patrick Dugan): Faixa é um homem que comanda as ações do Robô e é padrasto da Sideral. Possui dois modelos de armaduras e os dois demonstraram ser armas de destruição em massa. Não possui poderes próprios então sem os trajes é um homem qualquer.
- Fera B'Wana (Mike Maxwell): Capaz de monitorar e se comunicar com os animais. Foi útil ajudando o Batman e Zatanna a salvarem a Mulher Maravilha que foi transformada em porquinho pela deusa Circe.
- Fogo (Beatriz da Costa): Capaz de gerar bolas de fogo verde e atirá-las contra seu inimigo. É destacada também por ser a única brasileira da Liga da Justiça. Flash tem uma paixão secreta por ela. Sua grande amiga é a super-heroina Gelo
- Gavião Negro (Carter Hall): Nascido Joseph Gardner, ele tinha mudado legalmente para Carter Hall depois que ele descobriu o Absorbascon, um dispositivo usado para conectar-se telepaticamente Thanagarianos, durante uma escavação arqueológica. Depois que ele tocou, ele percebeu que ele era realmente a reencarnação de Katar Hol, ou Gavião Negro.
- Gelo (Tora Olafsdotter): Capaz de produzir explosões de gelo das mãos. Está sempre junto com Fogo. Aparece apenas como figurante na série.
- Gladiador Dourado (Michael Jon Carter): Com a reportagem de capa da vinda do futuro para lutar contra a injustiça no passado, mas Gladiador Dourado realmente só pede uma coisa: fama e fortuna. Mas depois de salvar o mundo de um buraco negro ele mudou e ficou menos fútil e mais altruísta. Sempre anda com Skeets seu pequeno robô e seus poderes vem da sua armadura do futuro.
- Homem-Borracha (o'Brian): Ele é capaz de esticar o corpo até o infinito ou até mudar de forma. Não aparece no desenho da Liga da Justiça, foi só mencionado no Episódio "Uma História Jamais Contada". É um membro reserva da Liga.
- Homem-Elástico (Ralph Dibny): Ele é capaz de esticar qualquer parte do corpo sendo conhecido como o homem mais flexível do mundo. É amigo do Gladiador Dourado.
- Homem-Hora (Rick Tyler): Membro Reserva da Liga da Justiça. Aparece apenas como figurante da Série
- Johnny Trovoada (Jonathan Thunder) e Relâmpago (Yz): Johnny Trovoada controla um gênio como Relâmpago. Ambos aparecem apenas como figurantes na série.
- Manto Negro (Todd Rice): Membro da Liga da Justiça. Aparece apenas como figurante na série. Possui poderes de controlar as sombras podendo invocar sua irmã nas sombras.
- Metamorfo (Rex Mason): Membro da Liga da Justiça. Apesar de ter tido um episódio centrado nele na série anterior, aparece apenas como figurante na série. Embora ele tinha uma grande participação da Liga da Justiça a série original. Pode se transformar em qualquer coisa incluindo kriptonita. Foi um grande amigo do Lanterna Verde.
- Nêmesis (Tom Tresser): Membro Reserva da Liga da Justiça. Aparece apenas como figurante na série. É um dos membros mais misteriosos da liga, pois não teve muitas aparições e não demonstra ter nenhum poder usa apenas uma arma.
- Órion: Um novo deus de Nova Gênesis. Ajuda o Batman e Flash, a enfrentarem os inimigos do cara mais rápido do mundo Mestre dos Espelhos, Capitão Bumerangue e Capitão Frio. Possui uma prancha voadora com armas embutidas. É o filho de Darkseid.
- Pantera (Ted Grant): É um lutador profissional tendo uma superforça. Foi o treinador da Canário Negro. Roleta tinha feito com que ele não quizese mais sair de um vale-tudo para meta-humanos mais saiu com uma ajuda de Arqueiro Verde e Canário Negro.
- Questão (Vic Sage): Detetive paranoico. Misterioso já ajudou o Arqueiro Verde e a Supermoça e também já teve caso como a Caçadora, sua namorada. Usa uma mascara que faz parecer que ele não tem rosto e é famoso por suas loucuras.
- Rapina e Columba (Hank e Don Hall): Irmãos Rapina e Columba, também conhecido como Hank e Don, têm opiniões diferentes sobre a forma de resolução de litígios; Hank só quer lutar e Don quer resolver situações de forma pacífica. Este duo superalimentado muitas vezes podem entrar em muito o problema com esses personalidades conflitantes, mas quando eles se transformam em super-herói seus egos, os conflitos são mais fortes.
- Raposa Escarlate (Vivian e Constance d'Aramis): Membro da Liga da Justiça. Aparece apenas como figurante na série.
- Rastejante (Jack Ryder): Membro Reserva da Liga da Justiça. Apesar de ter tido um episódio dedicado a ele na série animada do Batman, aparece apenas como figurante na série. Embora ele tenha tido a maior participação em Batman a segunda série animada (1997-1999).
- The Ray (Ray Terrill): Membro Reserva da Liga da Justiça. Aparece apenas como figurante na série.
- Ricardito (Roy Harper): Membro Reserva da Liga da Justiça e ex-parceiro do Arqueiro Verde. Assim como o Arqueiro Verde possui uma das duas flechas quânticas usadas só em extremas emergências como o ataque do General Ayllin. Já foi fez parte dos Jovens Titãs como visto no desenho.
- Sand (Sandy Hawkins): Membro da Liga da Justiça. Aparece apenas como figurante na série.
- Soviete Supremo (embora esta versão utilize a armadura de Demitri Pushkin, os quadrinhos revelam seu nome como sendo Yuri): Membro da Liga da Justiça. Aparece apenas como figurante na série. Sua armadura é cheia de armas.
- Sr. Destino (Kent Nelson): Sr. Destino é um mago poderoso, com os melhores interesses para o mundo no coração. Usa um capacete de ouro e mora numa torre protegida por uma barreira mágica com sua mulher Inza. Ajudou Mulher Gavião e Amazo quando se desligaram da Liga da Justiça.
- Senhor Incrível (Michael Holt): Sr. Incrível substituiu  J'onn J'onzz quando este foi se juntar aos seres humanos, passando a controlar as missões da Liga da Justiça. É uma das três pessoas mais inteligentes do mundo e únicas capazes de hackear a Torre de Vigilância.
- Sideral (Courtney Whitmore):  É enteada do Faixa. Sideral é a melhor amiga e também antiga rival da Supermoça. Possui um cajado que lhe dá poderes cósmicos o us suficientes para destruir uma cidade inteira e usa uma máscara que mantém sua identidade secreta. As vezes gosta de aparecer.
- Starman (Jack Knight): Membro da Liga da Justiça. Aparece apenas como figurante na série.
- Supermoça (Kara In-Ze): Prima de Clark Kent, Supermoça é tão teimosa como qualquer super-heroína jovem e, às vezes toma decisões que afetam a erupção do resultado da luta. Possui os mesmos poderes do Superman. Na segunda temporada muda seu uniforme para ficar mais parecida com o Superman. E quando ela, Arqueiro Verde e John Stewart são mandados para o século 31 ela resolve ficar com a Legião dos Super-Heróis ficar para poder ficar com Brainiac 5.
- Tempus (Matthew Ryder): Membro da Liga da Justiça. Aparece apenas como figurante na série.
- Tornado Vermelho: Membro da Liga da Justiça. É um androide cibernético, mas demonstra ter muito mais ação. Seus poderes biônicos lhe permitem criar e manipular tornados de cor vermelha. Mesmo sendo um androide foi programado para ser inteligente. Assim podendo raciocinar.
- Turbo Escarlate (Luke mayeres) : membro da liga da justiça. e um garoto q descobriu q seu pai era o sombra ninja e ganhou os poderes do campo de velocidade com eles os poderes eletricidade ele pode ser considerado o mais rápido da liga . sua idade e de 14 anos .
- Vibro (Paco Ramone): Membro Reserva da Liga da Justiça. Aparece apenas como figurante na série.
- Vigilante (Greg Sanders): Um cowboy de tiro rápido, Vigilante não pode ser um dos bem conhecidos mais membros da Liga da Justiça, mas ele pode prender seus próprios. Ele é leal aos seus companheiros e vai ficar com eles até o amargo fim. Usa uma máscara vermelha de ladrão do velho oeste que disfarça sua identidade secreta e suas armas apesar de parecerem armas antigas soltam tiros de energia potentes.
- Vingador Escarlate (Lee Travis): Um membro reserva da Liga da Justiça, ele possui um treinamento mortal e uma arma de gâs venenoso. Usa um chapéu e uma máscara vermelha. Apareceu com Ricardito em Metrópoles para tentar deter o general Ayllin com sua arma, mas falhou
- Vixen (Mari McCabe): Uma super-heroína poderosa, que pode assumir a força de qualquer animal, Vixen controla seu poder através de um talismã mágico em seu colar. Um toque e pensamento lhe dará a ajuda do animal, ela apela, quer se trate de uma chita para a velocidade ou a intensidade de um elefante, Vixen pode rapidamente se tornar qualquer coisa que a situação exige. Virou a nova namorada do Lanterna Verde depois da Invasão Tanagariana.
- Zatanna (Zatanna Zatara): Filha do grande Zatara, Zatanna rapidamente tornou-se tão bom, se não melhor, do seu pai. Mais tarde ela soube que havia mais a magia de fumaça e espelhos e que não havia tal coisa como uma verdadeira magia. Embora ela usa principalmente os velhos truques em seus shows, Zatanna tem sido conhecido para usar o real "coisa" em seus atos de encerramento de um bit extra de deslumbrar. Aparece no episódio "Esta Porquinha" e aparentemente é amiga do Batman.

## Personagens e seus Poderes
| Personagem        | Poderes / Habilidades / Armas / Equipamentos |
| ----------------- | --- |
| Superman          | - Visão de Raio X: É capaz de ver através de objetos sólidos. - Visão de Calor: É capaz de emitir ondas de calor, podendo derreter objetos e fundir outros. - Super Audição: Possui uma audição bastante apurada. - Força Sobre-Humana: Possui uma força sobre-humana, exercendo uma força física acima de qualquer ser do universo, podendo mover planetas gigantescos. - Invulnerabilidade: É imune e altamente resistente a todas as formas de danos físico externo e interno, é incapaz de sentir dor física, e é imune a sangramento ou perda de membro. - Velocidade Sobre-Humana: Consegue correr e voar mais rápido do que o normal, extremamente rapido. - Resistência Sobre-humana: É capaz de suportar / resistir a danos extremamente elevados, permitindo-lhe tomar vários golpes / ataques internos ou externos, realizar tarefas cansativas por um longo período de tempo sem se cansar, sendo muito mais durável do que um ser normal. - Super-Sopro Frio: É capaz de exalar gelo ou frio e libera o através da boca. - Voo: É capaz de desafiar a gravidade e literalmente voar. |
| Batman            | Habilidades Forences - Intelecto Elevado: Possui um alto nível de inteligência. - Perito na Investigação: Possui habilidades anormalmente elevadas na investigação, e pode descobrir até mesmo o mais esquivo dos segredos com bastante esforço. - Cinto de Utilidades: Possui um cinto de utilidades com várias armas e dispositivos como lanterna infravermelha, bumerangues elétricos e explosivos, capsula de gás, algemas e etc. - Veículos Estilizados: Possui carros, aviões e motos bastante modernos e tecnológicos. - Mestre em Artes Marciais: É proficiente em artes marciais, possui 127 formas de artes marciais, considerado um dos melhores lutadores do Universo DC. |
| Mulher Maravilha  | - Mestre em Combate Corpo-a-Corpo: É proficiente em combate armado e desarmado, estilo de luta das Amazonas. - Força Sobre-Humana: Possui uma força sobre-humana, exercendo uma força física acima do normal, podendo levantar muito além de 100 toneladas. - Velocidade Sobre-Humana: Consegue correr e voar mais rápido do que o normal, extremamente rapido. - Agilidade Sobre-Humana: É extremamente ágil, podendo dar grandes saltos, girar no ar, desviar de golpes desferidos contra si, desviar de balas e agarrar objetos antes que caiam no chão. - Longevidade Sobre-Humana: Pode viver muitos anos com saúde, sem danos. - Voo: É capaz de desafiar a gravidade e literalmente voar. |
| Lanterna Verde    | - Constructos/Construções de Energia: É capaz de criar uma numerosa variedade de armas, ferramentas ou qualquer outra coisa desejada de pura energia cósmica e cinética, limitado apenas pela imaginação. - Voo: É capaz de desafiar a gravidade e literalmente voar. |
| Flash             | - Velocidade Sobre-Humana: Consegue correr e se mover mais rápido do que luz. Flash é o mais rápido de todo o planeta terra, sendo mais rápido do que o Superman. |
| Caçador de Marte  | - Visão Marciana: É capaz de emitir rajadas de energia dos seus olhos. - Longevidade Sobre-Humana: Vive mais do que uma pessoa normal. - Força Sobre-Humana: Possui uma força sobre-humana, exercendo uma força física acima do normal, podendo levantar muito além de 100 toneladas. - Resistência Sobre-Humana: É capaz de suportar / resistir a danos extremamente elevados, permitindo-lhe tomar vários golpes / ataques internos ou externos, realizar tarefas cansativas por um longo período de tempo sem se cansar, sendo muito mais durável do que um ser normal. - Invisibilidade: Consegue se camuflar com o ambiente, tornando – se invisível ao olho nu. - Intangibilidade: É capaz de diminuir a densidade natural do próprio corpo. Isso inclui a poder atravessar matéria sólida sem se machucar e se tornar intocável. - Telepatia: É capaz de ler os pensamentos de outros e se comunicar mentalmente com eles. J'oon também pode sentir seres telepaticamente. - Manipulação Mental: É capaz de controlar as ações e raciocínios dos outros. - Elasticidade: Consegue se esticar, deformar, expandir ou contrair o próprio corpo em qualquer forma imaginável. - Mudança de Forma: Pode transforma-se e remodelar a forma do seu corpo, podendo copiar a aparência e a voz dos outros, podendo alterar a composição química de seu corpo para imitar diversas matérias, como aço ou pedra. - Fator de Cura Acelerado: Consegue curar seus ferimentos leves e graves rapidamente. - Voo: É capaz de desafiar a gravidade e literalmente voar. |
| Mulher Gavião     | - Mestre em Combate Armado e Desarmado: É proficiente em combate armado e desarmado, estilo de luta dos Thanagarianos. - Maça de Metal Enésimo: Possui uma maça / clava feito de metal enésimo, que possui propriedades elétricas e rompe magia. - Força Ampliada: Possui uma força sobre-humana, exercendo uma força física acima do normal, podendo levantar de 2 toneladas a 10 toneladas. - Fator de Cura: Consegue curar seus ferimentos leves e graves; rapidamente. - Voo: Possui um par de asas, que a permite que voe. - Imortalidade/Reencarnação: Pode viver eternamente por meio de reencarnações. O seu espírito vai para outra pessoa depois que morre, e assim por diante. |
| Aquaman           | - Mestre em Combate Armado e Desarmado: É proficiente em combate como guerreiro, armado e desarmado, no estilo de luta de Atlantis. - Respiração subaquática: Pode respirar debaixo d'água. - Força Sobre-humana: Possui uma força sobre-humana, exercendo uma força física acima do normal, podendo levantar muito além de 100 toneladas, quando em contato com a água. - Resistência Sobre-humana: É capaz de suportar / resistir a danos extremamente elevados, permitindo-lhe tomar vários golpes / ataques internos ou externos, realizar tarefas cansativas por um longo período de tempo sem se cansar, sendo muito mais durável do que um ser normal. Além de resistir a energia, concussão e ataques de calor. - Hidrocinese: Pode manipular e produzir água. Ele pode manipular cargas de água. - Controle Marinho: Consegue controlar telepaticamente qualquer vida marinha. Ele pode controlar suas ações e raciocínios. - Tridente de Netuno: Possui um tridente, uma arma mágica que confere ao portador grande poder. |
| Senhor Destino    | - Controle de Energia Mística/Feitiçaria: É capaz de usar forças sobrenaturais para graus variantes, como lançar feitiços, conjurar magia e criar um grande número de outros poderes. Pode convocar e pedir a ajuda dos "deuses" para fazer coisas sobrenaturais. |
| Zatanna           | - Controle de Energia Mística/Feitiçaria: Possui conhecimento sobre o ocultismo e misticismo, envolvendo temas como a magia, a percepção extra-sensorial, a astrologia, o espiritismo, a numerologia e os sonhos lúcidos. Zatanna Lança seus feitiços, falando de trás para frente, pode fazer qualquer coisa, seu limite nunca foi definido. |
| Fera B'Wana       | - Comunicação/Telepaia Animal: Pode se falar telepaticamente com os animais. - Detecção Animal: Pode localizar animais. - Fusão Animal: É capaz de transformar dois ou mais animais em um só. - Super Agilidade: É extremamente ágil, podendo dar grandes saltos, girar no ar, desviar de golpes desferidos contra si, desviar de balas e agarrar objetos antes que caiam no chão. - Sentidos Sobre-humanos: Possui todos os seus sentidos melhorados. |
| Capitão Marvel    | - Força Sobre-humana: Possui uma força sobre-humana, exercendo uma força física acima do normal, podendo levantar muito além de 100 toneladas. - Quase-Invulnerabilidade: É imune ou altamente resistente a todas as formas de danos físico externo convencional, é incapaz de sentir dor física, e é imune a sangramento ou perda de membro. - Velocidade Sobre-humana: Consegue pensar, mover e reagir em velocidades fora do comum. - Controle de Raios: Comanda os raios mágicos de Zeus, através da magia. - Voo: É capaz de desafiar a gravidade e literalmente voar. |
| Amazo             | - Multiplicação De Poderes: É construído com suas Células de Absorção, capaz de Multiplicar Poderes, Habilidades, Armas e Qualquer Coisa (Energia, Poderes Místico, Poderes Divinos, e Etc.) apenas Olhando - as. - Controle Molecular: Capacidade de controlar moléculas do seu corpo, tornando-se capaz de regenerar ou transformar sua construção. - Viagem Temporal: Pode se deslocar de uma época do tempo ou de uma dimensão com apenas um único pensamento. - Teletransporte: Capacidade de teletransportar entre as dimensões, não só a si mesmo mais a outros seres e até planetas, como foi o caso de Oan. - Visão Microscópia: Capacidade de ver estruturas microscópicas, tais como protons, neutrons, átomos, etc. - Telecinese: Pode mover coisas, objetos, pessoas ou até montanhas inteiras com apenas a força da mente. - Telepatia: Pode ler os pensamentos de outros, se comunicar mentalmente com eles, sobrecarregar a mente de outro, causando dor, perda de memória, perda de consciência, estado vegetativo ou morte. |
| Canário Negro     | - Mestre Artes Marciais: É proficiente em artes marciais, como Aikido, Boxe, Capoeira, Estilo Dragão de Kung Fu, Hapkaido, Judô, Krav Maga, Muay Thai, Savate, Tae Kwon Do e Wing Chun. - Grito Super-sônico: É capaz de amplificar a voz e gritar tão intensamente, que seu grito pode quebrar objetos e ensurdecer pessoas, e outros variados propósitos. Chamado de o "Grito do Canário". |
| Super Moça        | - Visão de Raio X: É capaz de ver através de objetos sólidos. - Visão de Calor: É capaz de emitir ondas de calor, podendo derreter objetos e fundir outros. - Super Audição: Possui uma audição bastante apurada. - Força Sobre-Humana: Possui uma força sobre-humana, exercendo uma força física acima de qualquer ser do universo, podendo mover planetas gigantescos. - Invulnerabilidade: É imune e altamente resistente a todas as formas de danos físico externo e interno, é incapaz de sentir dor física, e é imune a sangramento ou perda de membro. - Velocidade Sobre-Humana: Consegue correr e voar mais rápido do que o normal, extremamente rapido. - Resistência Sobre-humana: É capaz de suportar / resistir a danos extremamente elevados, permitindo-lhe tomar vários golpes / ataques internos ou externos, realizar tarefas cansativas por um longo período de tempo sem se cansar, sendo muito mais durável do que um ser normal. - Super-Sopro Frio: É capaz de exalar gelo ou frio e libera o através da boca. - Voo: É capaz de desafiar a gravidade e literalmente voar. |
| Átomo             | - Encolhimento: Ray Palmer pode encolher a tamanhos microscópicos e até subatômicos, mantendo a mesma força que tem em tamanho normal. Ele também pode aumentar sua densidade, ficando extremamente pesado. Esta habilidade combinada com o encolhimento é muito útil para desequilibrar ou tombar oponentes. - Intelecto Elevado: Possui um alto nível de inteligência. |
| Vixen             | - Mimetismo Animal: É capaz de copiar/canalizar as habilidades e poderes de qualquer animal. Ela é capaz de copiar/canalizar a força de um elefante, de um gorila, de uma baleia, de uma cobra ou de um rinoceronte, a velocidade de um guepardo, de uma ave de rapina, de uma lagartixa ou de um rinoceronte, a agilidade de um macaco, de um antílope, de um puma ou uma lince, os sentidos de um cão, de um leão, de uma águia, de uma salamandra ou de um jacaré, a capacidade de voar do falcão ou de inseto, as garras afiadas de um tigre, de um cão ou de uma águia, a regeneração de uma lagartixa ou a respiração subaquática de um tritão, de um peixe ou de uma tartaruga. - Telepatia Animal: É capaz de se falar e ler os pensamentos dos animais; através da ligação psíquica com todos os animais da terra. |
| Arqueiro Verde    | - Mestre em Artes Marciais: É proficiente em artes marciais, incluindo Judô, Kickboxing e Caratê. - Mira: Possui uma ótima pontaria, talvez seja o melhor do universo. - Arco: Possui um arco, um arma impulsora que se usa para disparar flechas sobre qualquer alvo. |
| Caçadora          | - Mestre em Artes Marciais: É proficiente em artes marciais, como Aikido, Boxe, Capoeira, Kung Fu, Hapkaido, Judô, Krav Maga, Muay Thai, Savate, Tae Kwon Do e Wing Chun. |
| Fogo              | - Mudança de Forma/Fisiologia de Fogo: Pode transformar seu corpo em fogo(de cor verde). - Pirocinese: É capaz de produzir e controlar o fogo, podendo disparar rajadas de fogo(verde). - Voo: Pode desafiar o força da gravidade e literalmente voar com a ajuda de seus poderes de fogo. |
| Órion             | - Força Ampliada: Possui uma força sobre-humana, exercendo uma força física acima do normal, podendo levantar muito além de 100 toneladas. - Invulnerabilidade: É imune ou altamente resistente a todas as formas de danos físico externo convencional, é incapaz de sentir dor física, e é imune a sangramento ou perda de membro. - Vontade Indomável:É capaz de controlar suas emoções e se impulsos, e superar o medo e resistir a controle de mente. - Regeneração: Consegue se curar de ferimentos leves, graves e letais rapidamente antes de qualquer efeito resistindo a choques e venenos. - Perícia em Combate Desarmado: É profissional em combate corpo a corpo desarmado no estilo de luta de Nova Gênesis. - Vida Eterna: Vive para sempre sem envelhecer, adoecer nem nada do gênero. Mais pode ser destruído por algo como uma explosão de planeta. |
| Faixa             | - Intelecto Elevado: Possui um alto nível de inteligência. - Super Armadura: Ele possui uma armadura de alta tecnologia que o concede as seguintes habilidades. - Força Ampliada: Possui uma força sobre-humana, exercendo uma força física acima do normal, podendo levantar muito além de 100 toneladas. - Super Resistência: Sua armadura permite ele resistir a qualquer tipo de dano físico, fazendo-o ser incapaz de sentir dor e sendo imune ao sangramento. - Sistema de Armas: Sua armadura têm um sistema de armas que faz ele poder mirar e atirar mísseis, tiros, lasers e até suas mão que voltam para ele quando quiser. |
| Sideral           | - Cajado de Energia: Possui um cajado de super energia que concede a ela várias habilidades. - Voo: Desafia a gravidade e literalmente boa com os poderes do cajado. |
| Cavaleiro Andante | - Armadura Mágica: Sua armadura forjada pelo Merlin é completamente indestrutível, resistindo a choques, socos, lasers, tiros, chutes, impactos, fogo, ácido ou qualquer outra coisa do gênero e também ampliado sua força. - Espada Mágica: Possui uma espada mágica dada a ele pelo Merlin que corta qualquer coisa, absorve energia dos feitiços, refrata tiros, lasers ou choques e ainda lança rajadas. - Sabedoria: Possui uma sabedoria divina, sabedoria de Merlin se reflete na forma de conselhos que ele ouve dentro de sua mente. - Linguagem: Possui conhecimento de todas as línguas antigas e modernas podendo entendê-las e saber falar elas. - Coragem Ilimitada: Possui uma coragem sobre-humana, podendo suprimir o medo, que lhe permitam agir / reagir normalmente em situações perigosas, como combate, operações de salvamento, etc. |
| Capitão Átomo     | - Manipulação do Campo Quântico: Possui uma ligação com o campo quântico que concede várias habilidades sobre-humanas, uma alta resistência a telepatia. - Manipulação de Energia: É capaz de criar e manipular vários tipos de energia, podendo gerar rajadas de energia quântica e criar campos de forças. - Transmutação Atômica: É capaz de transmutar a matéria em diferentes formas, podendo também criar, controlar e absorver matéria e energia, formar e reconstruí-la em nível atômico. - Força Ampliada: Possui uma força sobre-humana, exercendo uma força física acima do normal, podendo levantar muito além de 100 toneladas. - Invulnerabilidade: É imune ou altamente resistente a todas as formas de danos físico externo convencional, é incapaz de sentir dor física, e é imune a sangramento ou perda de membro. - Velocidade Ampliada: Consegue pensar, mover e reagir em velocidades fora do comum. - Voo: Pode desafiar a força da gravidade e literalmente voar. |
| Gladiador Dourado | - Traje do Futuro: Possui uma armadura do século 25 que concede a ele as seguintes habilidades: - Força Aprimorada: Possui uma força sobre-humana, exercendo uma força física acima do normal, podendo levantar muito além de 100 toneladas. - Invulnerabilidade: É imune ou altamente resistente a todas as formas de danos físico externo convencional, é incapaz de sentir dor física, e é imune a sangramento ou perda de membro. - Poderes de Fogo: Pode lançar lasers de cor amarela de seus punhos que podem destroçar qualquer matéria, mesmo aço reforçado. - Campo de Força: Pode projetar campos de força da sua armadura que têm como função proteger ele e qualquer outro que esteja com ele. - Voo: Pode desafiar a força da gravidade e literalmente voar numa rápida velocidade. |
| Aço               | - Intelecto Elevado: Possui um alto nível de inteligência. - Super Armadura: Ele inventou uma armadura de aço para ele que lhe concede as seguintes habilidades. - Força Aprimorada: Possui uma força sobre-humana, exercendo uma força física acima do normal, podendo levantar muito além de 100 toneladas. - Super Resistência: Sua armadura de aço permite ele resistir a qualquer tipo de dano físico, fazendo-o ser incapaz de sentir dor e sendo imune ao sangramento. - Voo: Pode desafiar a força da gravidade e literalmente voar. - Durabilidade: Sua armadura desacelera o seu processo de envelhecimento o permitindo viver o dobro de um humano. Sua armadura também tem um sistema de ar caso estiver no espaço. - Armamento Variado: Possui vários tipos de armas de diferentes habilidades como: um martelo indestrutível que lança laser e fogo. - Dispositivos de Comunicação: Possui uma grande variedade de dispositivos de comunicação que tem um alcance de vários planetas. |
| Doutora Luz       | - Fotocinese/Projeção de Luz: Pode produzir uma luz branca com forte intensidade, podendo disparar rajadas de luz e fazer o seu corpo brilhar. - Voo: Pode desafiar a força da gravidade e literalmente voar. |

### Sociedade Secreta
| Personagem          | Poderes / Habilidades / Armas / Equipamentos |
| ------------------- | --- |
| Lex Luthor          | - Intelecto Elevado: Possui uma inteligência muito avançado do que o normal. É um especialista em robótica, conseguindo criar invenções robóticas de alto nível, como maquinas destrutiva. |
| Gorila Grodd        | - Intelecto Nível-Gênio: Possui uma inteligência muito avançado do que o normal. - Telepatia: É capaz de ler os pensamentos de outros e se comunicar mentalmente com eles. - Telecinese: É capaz de mover objetos com a força do pensamento, podendo levitar, quebrar, explodir e direcionar qualquer coisa. - Manipulação Mental: É capaz de controlar as ações e raciocínios dos outros, conseguindo também manipular seus humores. É capaz de manipular a memória de seres vivos, chegando ao ponto de fazê-las esquecer de tudo ou parte de suas memórias, dar mais importância a algumas memórias, ou criar memórias falsas. Também é capaz de fundir ilusões na mente das outras pessoas. - Força Sobre-humana: Possui uma força sobre-humana, exercendo uma força física acima do normal da de um gorila. - Resistência Sobre-humana: É capaz de suportar / resistir a danos extremamente elevados, permitindo-lhe tomar vários golpes / ataques internos ou externos, realizar tarefas cansativas por um longo período de tempo sem se cansar, sendo muito mais durável do que um ser normal. |
| Tala                | - Imortalidade: Tala é uma humana imortal. - Mestre Feiticeira: Conhece muito sobre artes místicas. É capaz de usar forças sobrenaturais para graus variantes, como lançar feitiços, conjurar magia e criar um grande número de outros poderes, utilizando também magia negra. |
| Bizarro             | - Poderes reversos e iguais ao do Superman: - Visão de Calor: É capaz de emitir ondas de calor, podendo derreter objetos e fundir outros. - Força Sobre-humana: Possui uma força sobre-humana, exercendo uma força física acima do normal, podendo levantar muito além de 100 toneladas. - Invulnerabilidade: É imune ou altamente resistente a todas as formas de danos físico externo convencional, é incapaz de sentir dor física, e é imune a sangramento ou perda de membro. - Velocidade Sobre-humana: Consegue pensar, mover e reagir na velocidade do som. - Sopro Ártico: É capaz de exalar gelo ou frio e libera os através da boca. - Sopro Forte: É capaz de exalar fortes ventos ou inalar ar, a fim de gerar turbilhões de vento. Chamado de "Super Sopro. - Voo: É capaz de desafiar a gravidade e literalmente voar. |
| Homem Brinquedo     | - Intelecto Elevado: Possui uma inteligência muito avançado do que o normal. - Analise Tática: Desenvolve estratégias e planos complexos. - Engenharia em Armas de Destruição em Massa: Pode criar super armas que podem destruir uma cidade inteira que têm a aparência de brinquedos. Suas armas incluem: um boneco gigante que lança esferas desintegradoras, pistolas de água com ácido, ioiôs de lasers, dardos super explosivos, etc. |
| Giganta             | - Alteração do Tamanho: É capaz de amplificar o seu tamanho chegando a 15 metros de altura. - Força Ampliada: Possui uma força sobre-humana, exercendo uma força física acima do normal, podendo levantar muito além de 100 toneladas. - Resistência Ampliada: É capaz de suportar / resistir a danos extremamente elevados, permitindo-lhe tomar vários golpes / ataques internos ou externos, realizar tarefas cansativas por um longo período de tempo sem se cansar, sendo muito mais durável do que um ser normal. |
| Parasita            | - Absorção de Energia: É capaz de absorver a energia vital de outros seres, através do contanto físico, absorvendo também força, agilidade, resistência, velocidade e poderes. |
| Safira Estrela      | - Safira Mística: É uma pedra preciosa mágica, que emiti uma energia brilhosa de cor violeta. - Manipulação de Energia: É capaz de criar e manipular vários tipos de energia, incluindo as energias eletromagnéticas como a gravidade, a radiação, o calor, a luz e poderosas explosões de força de concussão, podendo gerar rajadas de energia e criar campos de forças quase impenetráveis. - Construções Energéticas : É capaz de criar uma numerosa variedade de armas, ferramentas ou qualquer outra coisa desejada de pura energia, limitado apenas pela imaginação. - Regeneração: Consegue se curar de ferimentos leves e graves rapidamente. - Tradução Universal: Consegue traduzir qualquer língua do universo virtualmente. - Voo: É capaz de desafiar a gravidade e literalmente voar. |
| Rampage             | - Força Ampliada: Possui uma força sobre-humana, exercendo uma força física acima do normal. - Resistência Ampliada: É capaz de suportar / resistir a danos extremamente elevados, permitindo-lhe tomar vários golpes / ataques internos ou externos, realizar tarefas cansativas por um longo período de tempo sem se cansar, sendo muito mais durável do que um ser normal. - Velocidade Ampliada: Consegue pensar, mover, correr e reagir em velocidades fora do comum. - Agilidade Ampliada: É extremamente ágil, podendo dar grandes saltos, girar no ar, desviar de golpes desferidos contra si, desviar de balas e agarrar objetos antes que caiam no chão. |
| Mulher-Leopardo     | - Transformismo: É capaz de se transformar em um humanoide chamado “Cheetah”, dando-lhe várias atribuições. - Visão Noturna: Pode ter melhor visão a noite do que o dia. - Sentidos Aguçados: Possui uma audição, visão e olfato bastante apurados. - Aderência Física: É capaz se aderir a qualquer superfície, permitindo assim escalar paredes íngremes e até mesmo se pendurar no teto. - Força Ampliada: Possui uma força sobre-humana, exercendo uma força física acima do normal. - Resistência Ampliada: É capaz de suportar / resistir a danos extremamente elevados, permitindo-lhe tomar vários golpes / ataques internos ou externos, realizar tarefas cansativas por um longo período de tempo sem se cansar, sendo muito mais durável do que um ser normal. - Velocidade Ampliada: Consegue pensar, mover, correr e reagir em velocidades fora do comum. - Agilidade Ampliada: É extremamente ágil, podendo dar grandes saltos, girar no ar, desviar de golpes desferidos contra si, desviar de balas e agarrar objetos antes que caiam no chão. - Garras e Presas Afiadas: Suas unhas e caninos são consideravelmente resistentes e afiadas. - Cauda Preênsil: Possui uma cauda que usa para atacar sem inimigos e amarrar sua cauda em lugares para ficar de cabeça para baixo. |
| Sombra              | - Bengala: Possui uma bengala mística que lhe dá poderes sobre a sombra e escuridão. - Manipulação da Escuridão: É capaz criar e manipular as sombras e a escuridão, podendo criar formas sólidas ou viajar para outra dimensão. - Teletransporte: E capaz de se teletransportar através da escuridão de um lugar para o outro. |
| Sinestro            | - Constructos/Construções Energéticas : É capaz de criar uma numerosa variedade de armas, ferramentas ou qualquer outra coisa desejada de pura energia, limitado apenas pela imaginação. - Voo: É capaz de desafiar a gravidade e literalmente voar. |
| Metallo             | - Invulnerabilidade: É imune ou altamente resistente a todas as formas de danos físico externo convencional, é incapaz de sentir dor física, e é imune a sangramento ou perda de membro. - Força Ampliada: Possui uma força sobre-humana, exercendo uma força física acima do normal, podendo levantar muito além de 100 toneladas. - Durabilidade: Pode viver para sempre sem adoecer, envelhecer ou qualquer coisa do gênero. - Projeção Tecno-Metal: Pode transformar seus braços em qualquer coisa como uma moto-serra, um martelo, um revolver, uma lâmina ou até uma mão gigante. - Poderes de Kriptonita: Seu coração é um fragmento de kriptonita que o alimenta e o fortalece. Pode lançar um raio de kriptonita de seu coração que pode ser usado para abater Superman ou Supergirl. |
| Doutor Destino      | - Manipulação Mental: É capaz de manipular os sonhos dos outros, podendo entrar neles, e impossibilitar a pessoa de acordar dele, criando os seus piores pesadelos, chegando a mata-las. |
| Cavalheiro Fantasma | - Bengala Mágica: Possui uma bengala mágica, que pode disparar fogo espectral roxo e dar vida a objetos. - Invisibilidade: Consegue se camuflar com o ambiente, tornando – se invisível ao olho nu. - Intangibilidade: É capaz de diminuir a densidade natural do próprio corpo. Isso inclui a poder atravessar matéria sólida sem se machucar e se tornar intocável. - Teletransporte: É capaz de se teletransportar de um lugar para o outro. |
| Caveira Atômica     | - Pirocinese: Seu crânio é coberto de fogo verde que pode lançar, manipular e fazer ele mudar de forma com um pensamento. - Força Ampliada: Possui uma força sobre-humana, exercendo uma força física acima do normal, podendo levantar muito além de 100 toneladas - Intelecto Elevado: Possui uma inteligência muito avançado do que o normal. |
| Doutor Polaris      | - Controle do Magnetismo: É capaz de gerar e controlar campos magnéticos, podendo repelir, atrair, levitar e manipular metais. - Campo de Força Magnético: É capaz criar um campo de força eletromagnético ao redor de si. - Voo: É capaz de desafiar a gravidade e literalmente voar. |
| Key                 | - 11 sentidos: Tem 11 sentidos. Ele pode planejar crimes que meros humanos não entendem - Intelecto Elevado: Possui uma inteligência muito avançado do que o normal. - Arma de Raios: Possui uma arma em forma de chave que pode disparar rajadas e abrir qualquer fechadura. |
| Banshee Prateada    | - Maldição: Foi acidentalmente morta e amaldiçoada, maldição colocada sobre ela a transformou em um demônio, um ser fantasmagórico, com poderes sonoros incríveis e um ódio assustador. - Grito Sônico: É capaz de projetar grande quantidade de ondas sonoras de suas cordas vocais, podendo deixar os outros em coma, deixa-las loucas, e ou até mata-las. - Força Ampliada: Possui uma força sobre-humana, exercendo uma força física acima do normal. - Resistência Ampliada: É capaz de suportar / resistir a danos extremamente elevados, permitindo-lhe tomar vários golpes / ataques internos ou externos, realizar tarefas cansativas por um longo período de tempo sem se cansar, sendo muito mais durável do que um ser normal. - Regeneração: Recupera-se de lesões corporais ou doenças em uma taxa sobre-humana. - Voo: É capaz de desafiar a gravidade e literalmente voar. |
| Nevasca             | - Criocinese: Pode absorver o calor, e transforma-lo em Frio ou gelo. Pode manipular e produzir o gelo. |
| Cobra Venenosa      | - Traje de Cobra: Possui uma roupa de cobra que é escamosa como a pele de uma cobra. - Língua de Cobra: Possui uma língua alongada do de tamanho bem maior do que qualquer língua que pode servir para agarrar coisas ou arremessá-las. - Mordida Venenosa: Possui dentes afiados que podem injetar um veneno que mata uma pessoa, animal ou alienígena em poucos minutos. - Aderência Física: Pode se aderir a qualquer superfície podendo assim escalar paredes ou até mesmo andar pelo teto. - Super Agilidade: É extremamente ágil, podendo dar grandes saltos, girar no ar, desviar de golpes desferidos contra si, desviar de balas e agarrar objetos antes que caiam no chão. Também tendo habilidade com artes marciais. |
| Arraia Negra        | - Inteligência Humana Melhorada: Ele é um gênio, possui um cérebro bem mais evoluído. - Rajadas Óticas de Energia: Possui um capacete que pode fazer ele lançar um poderoso laser dos olhos que desintegra qualquer coisa ou pessoa. - Força Ampliada: Possui uma força sobre-humana, exercendo uma força física acima do normal, podendo levantar muito além de 100 toneladas, quando em contato com a água. - Resistência Ampliada: É capaz de suportar / resistir a danos extremamente elevados, permitindo-lhe tomar vários golpes / ataques internos ou externos, realizar tarefas cansativas por um longo período de tempo sem se cansar, sendo muito mais durável do que um ser normal. Além de resistir a energia, concussão e ataques de calor. |
| Scorpion            | - Pirocinese: Capacidade de criar e manipular o fogo. - Shirai-Ryu Flamejante: Pode gerar fogo no Shirai-Ryu que queima, Scorpion pode lançar o seu Shirai-Ryu flamejante na Hora que quiser Lançar o em Frente ao Seu Rival Sub-Zero, e dos Deuses Ancestrais Quan Chi, Shang Tsung e Shinnok e seu Chefe Shao Kahn. - Alto Nível de Inteligência: Scorpion é um Sagaz, possui um cérebro bem mais evoluído. - Teletransporte: Pode se teletransportar para qualquer lugar que quiser em um limite de 3 km. - Artes Marciais: É mestre no Mortal Kombat com uso de Katana e Shirai-Ryu. - Agilidade Sobre-humana: Scorpion também é extremamente ágil e flexivel, além de ter ótimos reflexos. - Regeneração: Recupere-se de lesões corporais ou doenças em uma taxa sobre-humana. |
| goldface            | toque de ouro:capacidade de transformar oque toca em ouro armas de ouro :armas que atiram dardor que transforma o alvo em ouro |

### Outros Vilões
| Personagem          | Poderes / Habilidades / Armas / Equipamentos |
| ------------------- | --- |
| Darkseid            | - Intelecto Nível-Gēnio: Possui uma inteligência muito avançado do que o normal. - Imortalidade: Como um Deus, vive eternamente sem envelhecer, adoecer ou qualquer coisa que seja uma "morte natural". - Força Sobre-Humana: Possui uma força sobre-humana, exercendo uma força física acima do normal, podendo levantar muito além de 100 toneladas. - Invulnerabilidade: É imune ou altamente resistente a todas as formas de danos físico externo convencional, é incapaz de sentir dor física, e é imune a sangramento ou perda de membro - Raios Ômega: É capaz de liberar de seus olhos feixes de energia bio-elétricos que podem rastrear e desintegrar outros. - Telepatia: É capaz de ler os pensamentos de outros e se comunicar mentalmente com eles. - Telecinese: É capaz de levitar e mover pessoas e objeto com a força da mente. - Teletransporte: É capaz de se teletransportar de um lugar para o outro. - Alteração do Tamanho: É capaz de aumentar o próprio tamanho. |
| Brainiac            | - Tecnopatia: Pode controlar telepaticamente qualquer tecnologia ou toda a tecnologia ao mesmo tempo. - Intelecto Sobre-Humano: Possui um intelecto nível 12 sendo um ser superior a qualquer um na Galáxia. - Imortalidade: Como um Deus, vive eternamente sem envelhecer, adoecer ou qualquer coisa que seja uma "morte natural". - Regeneração Cibernética: Pode se curar de qualquer ferimento seja ele leve, fatal ou letal. |
| Vovó Bondade        | - Força Ampliada: Possui uma força sobre-humana, exercendo uma força física acima do normal, podendo levantar muito além de 100 toneladas. - Resistência Ampliada: É capaz de suportar a danos extremamente elevados, permitindo-lhe realizar tarefas cansativas por um longo período de tempo sem se cansar. - Reflexos Sobre-Humanos: Seus reflexos são bem mais apurados do que os dos humanos, permitindo ela desviar golpes lançados contra ela ou agarrar objetos antes que caiam no chão. - Lavagem Cerebral: Pode fazer uma lavagem cerebral em uma pessoa podendo se aproveitar dela. |
| Cronos              | - Intelecto Elevado: Possui um alto nível de inteligência. - Crononavegador: É o cinturão dele que concede os poderes de viagem temporal dele. - Viagem Temporal: Com seu cinturão pode viajar para qualquer tempo no passado ou futuro podendo ir ao Princípio do Tempo, a Era Pré-Histórica ou ao Fim do Mundo. |
| Morgana Le Fay      | - Imortalidade: Pode roubar a juventude dos outros, podendo de viver eternamente sem envelhecer, adoecer ou qualquer coisa que seja uma "morte natural". - Poderes Mágicos: É capaz de usar forças sobrenaturais para graus variantes, como lançar feitiços, conjurar magia e criar um grande número de outros poderes, utilizando também magia negra. - Telecinésia: É capaz de levitar e mover pessoas e objeto com a força da mente. - Transmutação: É capaz de mudar a aparência e a forma dos outros. - Teletransporte: É capaz de se teletransportar de um lugar para o outro. - Viagem Dimensional: É capaz de viajar para outras dimensões. - Voo: É capaz de desafiar a gravidade e literalmente voar. |
| Felix Fausto        | - Ocultismo: Possui conhecimento sobre o ocultismo e misticismo, envolvendo temas como a magia, a percepção extra-sensorial, a astrologia, o espiritismo, a numerologia e os sonhos lúcidos. - Poderes Mágicos: É capaz de usar forças sobrenaturais para graus variantes, como lançar feitiços, conjurar magia e criar um grande número de outros poderes, utilizando também magia negra. - Ilusionismo: É capaz de alterar as percepções, criando imagens e sons falsos. |
| Mongul              | - Analise Tática: Desenvolve estratégias e planos complexos. - Perícia em Combate Armado e Desarmado: É proficiente em combate armado e desarmado. - Força Ampliada: Possui uma força sobre-humana, exercendo uma força física acima do normal, podendo levantar muito além de 100 toneladas. - Resistência Ampliada: É capaz de suportar / resistir a danos extremamente elevados, permitindo-lhe tomar vários golpes / ataques internos ou externos, realizar tarefas cansativas por um longo período de tempo sem se cansar, sendo muito mais durável do que um ser normal. - Velocidade Ampliada: Consegue pensar, mover e reagir em velocidades fora do comum. - Agilidade Ampliada: É extremamente ágil, podendo dar grandes saltos, girar no ar, desviar de golpes desferidos contra si, desviar de balas e agarrar objetos antes que caiam no chão. |
| Galatea             | - Visão de Raio X: É capaz de ver através de objetos sólidos. - Visão de Calor: É capaz de emitir ondas de calor, podendo derreter objetos e fundir outros. - Audição Sobre-Humana: Possui uma audição bastante apurada. - Força Sobre-Humana: Possui uma força sobre-humana, exercendo uma força física acima de qualquer ser do universo, podendo mover planetas gigantescos. - Invulnerabilidade: É imune e altamente resistente a todas as formas de danos físico externo e interno, é incapaz de sentir dor física, e é imune a sangramento ou perda de membro. - Velocidade Sobre-Humana: Consegue correr e voar mais rápido do que o normal, extremamente rapido. - Resistência Sobre-humana: É capaz de suportar / resistir a danos extremamente elevados, permitindo-lhe tomar vários golpes / ataques internos ou externos, realizar tarefas cansativas por um longo período de tempo sem se cansar, sendo muito mais durável do que um ser normal. - Super-Sopro Frio: É capaz de exalar gelo ou frio e libera o através da boca. - Voo: É capaz de desafiar a gravidade e literalmente voar. |
| Parandul            | - Perícia em Artes Marciais: É proficiente em artes marciais, e combate com armas antigas. - Investigação: Possui habilidades anormalmente elevadas na investigação, e pode descobrir até mesmo o mais esquivo dos segredos com bastante esforço. - Visão Aguçada: Possui uma visão bastante apurada. - Audição Aguçada: Possui uma audição bastante apurada. - Força Ampliada: Possui uma força sobre-humana, exercendo uma força física acima do normal, podendo levantar de 2 toneladas à 10 toneladas. - Resistência Ampliada: É capaz de suportar / resistir a danos extremamente elevados, permitindo-lhe tomar vários golpes / ataques internos ou externos, realizar tarefas cansativas por um longo período de tempo sem se cansar, sendo muito mais durável do que um ser normal. - Asas: Possui um par de asas, que a permite que voe. - Armamento Tanagariano: Possui uma grande quantidade de armas vindas de Tanagar e são muito poderosas, pois elas derrubaram a Liga da Justiça em "Escrito nas Estrelas". |
| Circe               | - Poderes Divinos: Possui uma magia de nível Deusa, como lançar feitiços, conjurar magia e criar um grande número de outros poderes, quase ilimitados. - Alquimia: É capaz de criar poções para diversos efeitos. - Transfiguração: É capaz de transformar pessoas em animais. - Alteração Mental: É capaz de alterar as mentes dos outros. - Imortalidade: Como uma Deusa, vive eternamente sem envelhecer, adoecer ou qualquer coisa que seja uma "morte natural". - Manipulação Sonora: É capaz de projetar sua voz em longas distâncias com extrema pressão. - Voo: É capaz de desafiar a gravidade e literalmente voar. |
| Mordru              | - Poderes Mágicos: É capaz de usar forças sobrenaturais para graus variantes, como lançar feitiços, conjurar magia e criar um grande número de outros poderes. - Magia do Caos: É capaz de utilizar a Magia do Caos, considerada a mais poderosa e destrutiva de todas as formas de magia, eles podem manipular e reconstruir o próprio tecido da existência de seus caprichos e trazer destruição total dos cosmos. - Possessão: É capaz de tomar o controle do corpo de outra pessoa. - Cura: É capaz de curar feridas ou doenças de si e de outros. - Força Reforçada: Possui uma força sobre-humana, exercendo uma força física acima do normal. - Resistência Reforçada: É capaz de suportar / resistir a danos extremamente elevados, permitindo-lhe tomar vários golpes / ataques internos ou externos, realizar tarefas cansativas por um longo período de tempo sem se cansar, sendo muito mais durável do que um ser normal. - Controle Tempo: É capaz de manipular a corrente do tempo, podendo perceber os eventos fora dos limites do espaço e tempo e se deslocar para o passado ou para o futuro. - Imortalidade: Vive eternamente sem envelhecer, adoecer ou qualquer coisa que seja uma "morte natural". - Telepatia: É capaz de ler os pensamentos de outros ou mentalmente se comunicar com eles. - Reconstrução Molecular: É capaz de alterar a estrutura física da matéria. - Teletransporte: É capaz de se teletransportar de um lugar para o outro. - Telecinésia: É capaz de levitar e mover pessoas e objeto com a força da mente. - Voo: É capaz de desafiar a gravidade e literalmente voar. |
| Brimstone           | - Gigantismo: Possui mais de trita metros de altura. - Imortalidade: Vive eternamente sem envelhecer, adoecer ou qualquer coisa que seja uma "morte natural". - Força Ampliada: Possui uma força sobre-humana, exercendo uma força física acima do normal, podendo levantar muito além de 100 toneladas. - Invulnerabilidade: É imune ou altamente resistente a todas as formas de danos físico externo convencional, é incapaz de sentir dor física, e é imune a sangramento ou perda de membro. - Radiação Nível Ômega: Pode manipular a radiação ou o fogo e usar-los para destruir um país ou um continente inteiro. |
| Aniquilador         | - Gigantismo: Possui cinco metros de altura. - Imortalidade: Vive eternamente sem envelhecer, adoecer ou qualquer coisa que seja uma "morte natural". - Força Ampliada: Possui uma força sobre-humana, exercendo uma força física acima do normal, podendo levantar muito além de 100 toneladas. - Invulnerabilidade: É imune ou altamente resistente a todas as formas de danos físico externo convencional, é incapaz de sentir dor física, e é imune a sangramento ou perda de membro. Pode sobreviver até a uma explosão solar. - Imunidade a Magia: É imune até a magia mais poderosa. - Imunidade a Telepatia: Poderes psíquicos não o afetam. |
| Roleta              | - Perícia em Artes Marciais: É proficiente em artes marciais, como Aikido, Boxe, Capoeira, Kung Fu, Hapkaido, Judô, Krav Maga, Muay Thai, Savate, Tae Kwon Do e Wing Chun. - Acrobacia: Pode girar e dar saltos no ar sem parar e sem o menor risco de cair. - Análise Tática: Possui habilidades anormalmente elevadas na investigação, e pode descobrir até mesmo o mais esquivo dos segredos com bastante esforço. |
| Matador             | - Mestre em Artes Marciais: É proficiente em artes marciais, como Aikido, Boxe, Capoeira, Kung Fu, Hapkaido, Judô, Krav Maga, Muay Thai, Savate, Tae Kwon Do e Wing Chun. - Habilidade com Armas de Fogo: Ele nunca erra seu alvo seja com uma arma ou uma lâmina. - Armamento: Possui um conjunto variado de armamento: balas envenenadas, metralhadoras de pulso, bazucas, lança-míssil de pulso, etc. |
| Ladrão das Sombras  | - Controle de Sombras: Pode virar uma sombra e ou se transformar na sombra de de uma pessoa. - Intangibilidade: É capaz de diminuir a densidade natural do próprio corpo. Isso inclui a poder atravessar matéria sólida sem se machucar e se tornar intocável. - Manipulação Sombria: Pode usar sombras para criar armas e objetos feitos de energia escura. - Voo: É capaz de desafiar a gravidade e literalmente voar. |
| Apocalipse          | - Força Sobre-Humana: Possui uma força sobre-humana, exercendo uma força física acima do normal, podendo levantar muito além de 100 toneladas. - Invulnerabilidade: É imune ou altamente resistente a todas as formas de danos físico externo convencional, é incapaz de sentir dor física, e é imune a sangramento ou perda de membro. Pode sobreviver até a uma explosão nuclear. - Adaptação Reativa: Pode sobreviver em qualquer ambiente seja esse ambiente aquático, espacial, num planeta de gases tóxicos, ou até mesmo na lava de um vulcão. Pode duplicar e melhorar os seus poderes, depois que é ferido ou morto por alguém. - Super-saltos: Para compensar sua inabilidade de voar ele usa a super força de suas pernas para pular a alturas que facilmente ultrapassa a de edifícios. |
| Steven Mandrágora   | - Força Ampliada: Possui uma força sobre-humana, exercendo uma força física acima do normal, podendo levantar muito além de 100 toneladas. - Reflexos Sobre-Humanos: Seus reflexos são bem mais apurados do que os dos humanos, permitindo ela desviar golpes lançados contra ela ou agarrar objetos antes que caiam no chão. - Agilidade Ampliada: Possui uma super agilidade que permite ele várias habilidades. - Resistência Ampliada: É capaz de suportar / resistir a danos extremamente elevados, permitindo-lhe tomar vários golpes / ataques internos ou externos, realizar tarefas cansativas por um longo período de tempo sem se cansar, sendo muito mais durável do que um ser normal. |
| General Wade Eiling | - Força Sobre-Humana: Possui uma força sobre-humana, exercendo uma força física acima do normal, podendo levantar muito além de 100 toneladas. - Invulnerabilidade: É altamente resistente a qualquer forma de dano físico, mental ou qualquer coisa do gênero. Sendo imune a venenos, choques, explosões, perda de membro, quebra de ossos, etc. - Super salto: Para compensar sua inabilidade de voar ele usa a super força de suas pernas para pular a alturas que facilmente ultrapassa a de edifícios. |

## Premiação

### Prêmio Annie
| Ano  | Resultado | Prêmio | Categoria/Vencedor(es)                                                                 |
| 2006 | Nomeado   | Annie  | Melhor direção em uma Produção Animada para Televisão Dan Riba Pelo episódio "Embate". |

### Prêmio Emmy
| Ano  | Resultado | Prêmio | Categoria/Vencedor(es)                           |
| 2005 | Nomeado   | Emmy   | Música Tema Principal Michael McCuistion (autor) |

### Escritores Americanos
| Ano  | Resultado | Prêmio          | Categoria/Vencedor(es)                                                                            |
| 2005 | Nomeado   | Prêmio WGA (TV) | Animação Rich Fogel (escritora) John Ridley Dwayne McDuffie Pelo episódio "Escrito nas Estrelas". |